# Hydrornis soror
La pitta dorso blu (Hydrornis soror (Ramsay, 1881)) è un uccello passeriforme della famiglia dei Pittidi.

## Descrizione

### Dimensioni
Si tratta di uccelli lunghi una ventina di centimetri, coda compresa.

### Aspetto
Questi uccelli hanno un aspetto massiccio e paffuto, con ali e coda corte, testa arrotondata e becco allungato: nel complesso, il loro aspetto è molto simile alla congenere e affine Pitta del Nepal, rispetto alla quale presentano colorazione ventrale più accesa e maggiore estensione dell'azzurro dorsale, caratteristica quest'ultima alla quale essi devono il proprio nome comune.

La livrea è bruna su testa, petto, fianchi, ventre, remiganti primarie, coda e sottocoda, con sfumature di color cannella sulla faccia e petto e ventre dalle decise tonalità rossicce: dalla base del becco all'orecchio è presente una banda di penne leggermente più scure, che forma una mascherina appena accennata. La nuca, la parte superiore del dorso fino all'attaccatura delle ali e la groppa sono di colore azzurro: ali e dorso sono invece di colore verdastro. Nella femmina l'estensione dell'azzurro nucale è minore e la colorazione ventrale e alare è meno intensa, con presenza di sfumature bianco-argentee su faccia, gola e petto: in ambo i sessi gli occhi sono bruni, le zampe sono di color carnicino ed il becco è nerastro.

## Biologia

### Comportamento
Questi uccelli hanno abitudini diurne e si rivelano piuttosto territoriali e strettamente solitari all'infuori del periodo degli amori: essi passano la maggior parte della giornata spostandosi nel folto del sottobosco alla ricerca di cibo, lasciando raramente il terreno e mantenendosi all'interno di un territorio ben definito e difeso anche aggressivamente da intrusi conspecifici.

### Alimentazione
La dieta di questi uccelli è composta in massima parte da lombrichi e chiocciole: essa viene inoltre integrata quando possibile con insetti e altri piccoli invertebrati.

### Riproduzione
La riproduzione di questi uccelli non è stata finora descritta in natura, ma si ritiene tuttavia che non si differenzi significativamente dal pattern seguito dalle altre specie di pitte.

## Distribuzione e habitat
Questa specie è diffusa dalla Cina sud-orientale alla Thailandia orientale e a sud in tutta l'Indocina; il suo habitat è rappresentato dalla foresta pluviale tropicale e subtropicale con presenza di folto sottobosco.

## Tassonomia
Se ne riconoscono cinque sottospecie:
- Hydrornis soror soror, la sottospecie nominale, diffusa in Laos meridionale ed Annam;
- Hydrornis soror douglasi (Ogilvie-Grant, 1910), endemica di Hainan;
- Hydrornis soror flynnstonei (Rozendaal, 1993), diffusa in Thailandia sud-orientale e Cambogia meridionale;
- Hydrornis soror petersi (Delacour, 1934), diffusa in Laos centrale ed Annam settentrionale;
- Hydrornis soror tonkinensis (Delacour, 1927), diffusa in Cina meridionale e Tonchino;

Le varie sottospecie differiscono fra loro per taglia ed intensità ed estensione della colorazione dorsale e ventrale.